# Altkolonier-Mennoniten
Die Altkolonier-Mennoniten, teilweise auch nur Altkolonier genannt, sind eine Untergruppe der Russlandmennoniten und gehören damit zu der bis zur Reformation im frühen 16. Jahrhundert zurückreichenden freikirchlichen Tradition der Mennoniten. Unter ihnen finden sich sehr traditionalistische Gruppen, die den Mennoniten alter Ordnung ähneln, beispielsweise darin, dass sie bis heute mit der Kutsche fahren und das Auto ablehnen. Die heutige Zahl der Altkolonier beträgt weit über 100.000 Menschen, die alle auf dem amerikanischen Doppelkontinent leben, vor allem in Mittel- und Südamerika, jedoch auch in Kanada und den USA.

## Name

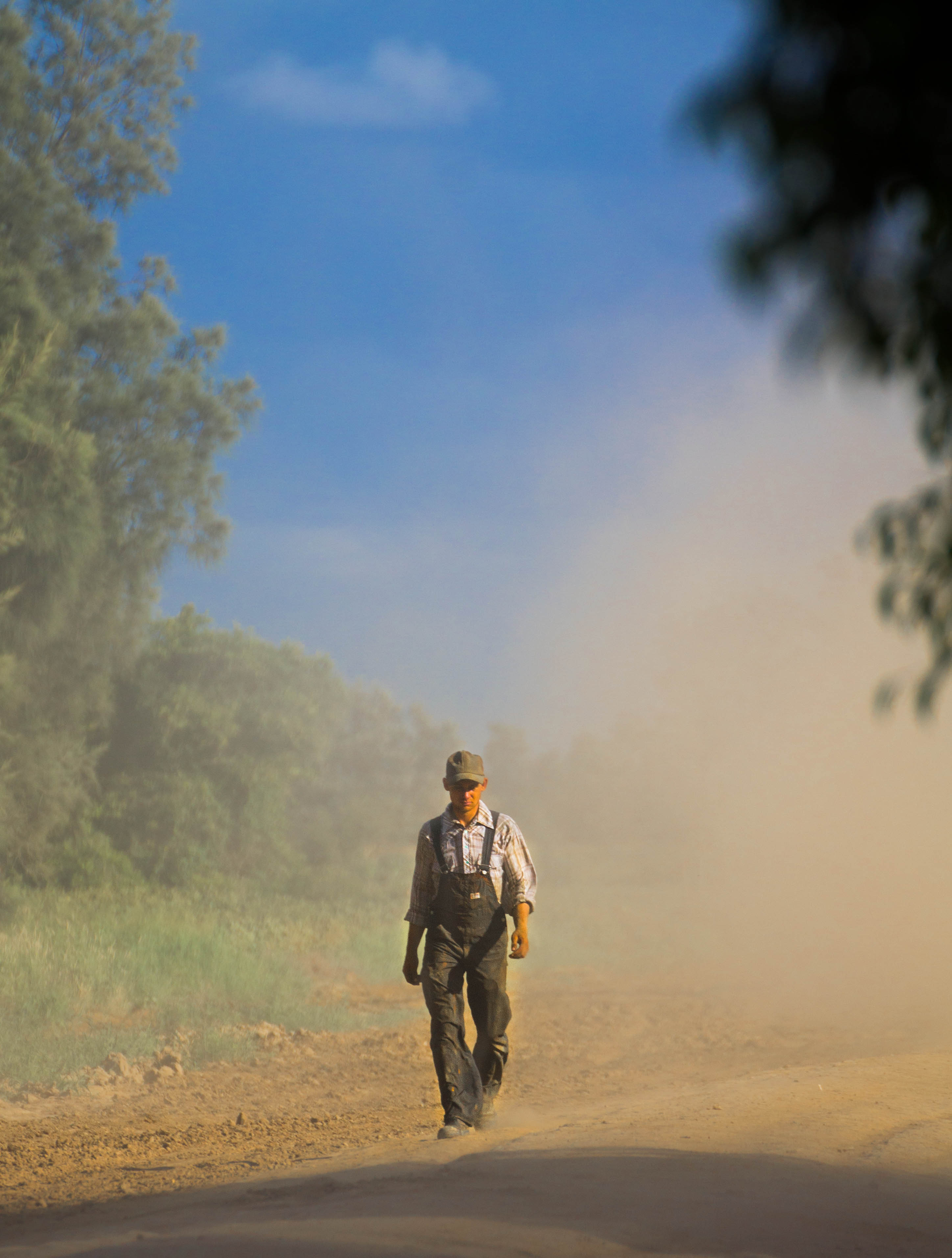
Ein Altkolonier in der "Colonia Del Norte", Bolivien

Der Name der Altkolonier geht auf die Zeit der ersten mennonitischen Siedlungen in der damals russischen Ukraine zurück. Als erste Kolonie entstand im Jahr 1789 Chortitza. Sie wurde „Alte Kolonie“ genannt, ihre Bewohner und die ihrer Tochterkolonien Altkolonier Mennoniten oder kurz Altkolonier.

## Geschichte

### Russland
Nachdem sich die Bedingungen für die pazifistischen Mennoniten im Weichseldelta mit der Eingliederung ihrer Siedlungsgebiete in die Provinz Westpreußen des Preußischen Staates infolge der ersten polnischen Teilung im Jahre 1772 verschlechterte, folgten Tausende der Einladung Katharinas der Großen in Neurussland, in der heutigen Ukraine zu siedeln.
Als erste Kolonie entstand im Jahr 1789 Chortitza. Im Jahr 1803 folgte schließlich die Kolonie Molotschna. Beide umfassten mehrere Dorfgemeinschaften im Prinzip gleicher ethnisch-religiöser Herkunft. In Chortitza und ihren Tochterkolonien bildete sich bald ein religiöser und kultureller Konservatismus heraus, der nach der Flucht der Russlandmennoniten nach Nordamerika nach 1874 zur Keimzelle der Altkolonier wurde.

### Nordamerika
Hintergrund für die Auswanderung der konservativsten russlanddeutschen Mennoniten nach Kanada 1874 war vor allem die Einführung des russischen Militärdienstes. Als christliche Pazifisten standen die russlanddeutschen Mennoniten der Einführung des Militärdienstes ablehnend gegenüber und so begann die Suche nach neuen Ansiedlungsmöglichkeiten. Die Wahl fiel schließlich auf Kanada, wo den russlanddeutschen Mennoniten große unbesiedelte Landflächen in Manitoba zur Besiedlung angeboten wurden, die entsprechend ihrer geografischen Lage östlich und westlich des Red Rivers als Ost- und Westreserve bezeichnet wurden.
Zudem garantierten die britisch-kanadischen Behörden eine Form kulturell-religiöser Autonomie, die auch die Freiheit vom Militärdienst einschloss. So wanderten 1874 etwa 3.400 konservative Mennoniten aus dem Umfeld der Kolonie Chortitza nach Kanada aus. Der kleinere Teil (aus der Siedlung Bergthal kommend) ließ sich in der Ostreserve, der größere Teil (direkt aus Chortitza und der Siedlung Fürstenland kommend) in der Westreserve nieder.
Dennoch kam es auch in Kanada zunehmend zu Konflikten. Nicht zuletzt unter dem Druck der kanadischen Behörden, die die dörflichen Selbstverwaltungen schrittweise auflösten, entwickelten sich die Altkolonier nun als deutlich fassbare Gruppierung, die sich in ihrem Konservatismus auch immer stärker von den übrigen Mennoniten unterschieden. Nachdem es während des Ersten Weltkrieges zu Ausschreitungen gegen deutschsprachige Kanadier gekommen war, aggressiv für Kriegsanleihen geworben wurde und schließlich das gesamte Schulwesen in den mennonitischen Siedlungen unter staatliche Kontrolle mit Englisch als alleiniger Unterrichtssprache gestellt werden sollte, entstanden neue Emigrationspläne.
Die weniger konservativen Teile der Russlandmennoniten, die nach 1874 nach Nordamerika auswanderten, gingen vor allem in die USA, dort vor allem nach Kansas. Im Gegensatz zu den zur gleichen Zeit in Kanada siedelnden russlanddeutschen Mennoniten, begann bei den Gruppen in den USA bald ein Assimilierungsprozess, der im Laufe des 20. Jahrhunderts zu einer weitgehenden Anpassung an die amerikanische Umwelt führte. Nur ganz wenige dieser Siedler in den USA stießen später zu den konservativen Gruppen in Mittel- und Südamerika.

### Mexiko und Paraguay
Nach dem Scheitern von Vermittlungsgesprächen im Jahr 1920 folgte nach 1921 schließlich eine größere Auswanderungswelle von Altkoloniern nach Mexiko, die meisten siedelten zwischen 1922 und 1925 dorthin um. Ab 1927 entstand zudem eine Ansiedlung in Paraguay. Etwa die Hälfte, vor allem die konservativsten der Altkolonier, verließ in jener Zeit Kanada.

### Bolivien, Belize und Argentinien
Ab Mitte des 20. Jahrhunderts siedelten sich auch viele besonders konservative Altkolonier in Belize und Bolivien an. Vor allem Bolivien wurde in den letzten Jahrzehnten zu einem wichtigen Rückzugsgebiet traditionalistischer Mennonitengemeinden. Im Jahre 1986 begannen Altkolonier aus Mexiko, sich in Argentinien anzusiedeln. Im Jahre 2015 gab es vier größere Kolonien von Altkoloniern in Argentinien.

## Gruppierungen
Altkolonier im eigentlichen Sinne sind vor allem die Reinländer, im weiteren Sinne werden auch die Bergthaler und Sommerfelder zu den Altkoloniern gezählt.

### Reinländer
Die Reinländer bildeten sich im Jahre 1875 nach der Übersiedlung aus der Ukraine ins kanadische Manitoba unter der Führung des Ältesten Johann Wiebe (1837–1905). Die Gruppe siedelte vor allem westlich des Flusses Red River auf der Westreserve und bildete sich direkt aus Emigranten aus der ersten mennonitischen Kolonie in der Ukraine Chortitza und ihrer Tochtersiedlung Fürstenland. Aufgrund ihrer Herkunft wurden die Reinländer daher bald als Altkolonier (aus der alten Kolonie kommend) bezeichnet. Der Name Reinländer geht auf den von ihnen gegründeten Ort Reinland in Manitoba zurück. Nach Konflikten mit dem kanadischen Staat wanderten zwischen 1922 und 1926 etwa zwei Drittel der in Kanada lebenden Reinländer weiter nach Mexiko aus, was faktisch das Ende der reinländischen Kirche in Kanada bedeutete. Erst 1936 organisierten sich die in Kanada verbliebenen Reinländer als Old Colony Mennonite Church (Altkolonier Mennonitengemeinde) neu.

### Bergthaler
Die Gruppe der Bergthaler geht auf Emigranten aus der Siedlung Bergthal in der Ukraine zurück, die 1836 als Tochterkolonie Chortitzas entstanden war. Anders als die auf der Westreserve siedelnden Reinländer siedelten sich die Bergthaler unter der Führung des Ältesten Gerhard Wiebe (1827–1900) 1874 östlich des Flusses Red River auf der Ostreserve an. Aufgrund besserer Bodenbeschaffenheit übersiedelte jedoch schon 1880 ein Großteil der Bergthaler ebenfalls auf die Westreserve. Die Gruppe der Bergthaler erstreckte sich so schließlich über beide Seiten des Red Rivers.
Die Bergthaler östlich des Red Rivers behielten Gerhard Wiebe als ihren Ältesten bei, während die westlich des Red Rivers Johann Funk (1836–1917) als ihren neuen Ältesten wählten. Die Bergthaler teilten sich später in mehrere Gruppen wie zum Beispiel die Sommerfelder (auf der Westreserve), die Chortitzer Church/Chortitzer Mennonite Conference (auf der Ostreserve) und die Saskatchewan Bergthaler (in Saskatchewan) auf. Die (auf der Westreserve) verbliebene Bergthal Church löste sich 1972 als selbstständige Kirche auf.
Die Mehrheit der Bergthaler östlich des Red Rivers unter Führung Gerhard Wiebes lehnte die Reformen der Bergthaler unter Johann Funk um 1890 ebenfalls ab und firmierte schließlich nach dem Wohnort Gerhard Wiebes Chortitz als Chortitzer Church (Mennonitische Gemeinde zu Chortitz). Die Chortitzer Church auf der Ostreserve und die Sommerfelder auf der Westreserve vertraten letztlich im Prinzip identische Positionen und arbeiteten in vielen Bereich eng zusammen. Nachdem jedoch 1948 etwa 1700 Mitglieder der Chortitzer Church nach Paraguay auswanderten, durchlief die in Kanada verbliebene Gruppe eine Reihe von Reformen, übernahm die englische Sprache und tritt heute als Chortitzer Mennonite Conference auf.

### Sommerfelder
Die Gruppe der Sommerfelder entstand nach 1890, nachdem sich die Bergthaler in eine kleinere progressive Gruppe unter Führung Johann Funks und eine größere konservative Gruppe unter Führung Abram Doerksens aufgespalten hatten. Letztere nannte sich nach dem Wohnort ihres Ältesten Sommerfeld auf der Westreserve Sommerfelder, während erstere den Namen Bergthaler beibehielten. Die Bergthaler unter Johann Funk begannen mit Unterstützung der britisch-kanadischen Regierung in den 1890er Jahren, das Schulwesen in den mennonitischen Siedlungen zu reformieren und partiell auch zu anglisieren, was von den konservativeren Sommerfeldern als Amerikanisierung abgelehnt wurde. Nach dem Ersten Weltkrieg folgten viele Sommerfelder dem Beispiel der Reinländer und übersiedelten nach Mexiko. Später wanderten größere Gruppen von Sommerfeldern von Kanada nach Paraguay aus und einige Jahrzehnte später von dort und von Mexiko nach Bolivien. Der Gruppe der Sommerfelder können auch die Gemeinden der Saskatchewan Bergthaler im kanadischen Saskatchewan zugerechnet werden, die nach 1890 von westwärtsziehenden Siedlern gegründet wurden.
Viele der Saskatchewan Bergthaler übersiedelten 1926 und 1948 ebenfalls nach Paraguay und später auch nach Britisch Honduras (heute Belize) und Bolivien. Um 1937 trennte sich die Gruppe der evangelistischen Rudnerweider Mennoniten von den Sommerfeldern, die sich schließlich seit 1959 Evangelical Mennonite Mission Conference nennt. Eine weitere Gruppe trennte sich 1958 von den Sommerfeldern und tritt als Reinland Mennonite Church (nicht zu verwechseln mit den eigentlichen Reinländern) auf. Die Sommerfelder auf der Westreserve vertraten letztlich im Prinzip identische Positionen wie die Chortitzer und arbeiteten mit ihnen in vielen Bereichen eng zusammen.

## Ethnizität
In vielen Bereichen stehen die Altkolonier den Mennoniten alter Ordnung und den Amischen nahe. Wie diese stehen auch die Altkolonier für einen bewusst schlichten Lebensstil und sind beruflich meist in der Landwirtschaft tätig. Während jedoch die Mennoniten alter Ordnung und die Amischen eine südwestdeutsch-schweizerische Herkunft haben und entsprechend noch größtenteils Pennsylvaniadeutsch bzw. einen elsässischen und einen berndeutschen Dialekt als Umgangssprache benutzen, haben die Altkolonier eine niederländisch-norddeutsche Herkunft und entsprechend das Plautdietsche, das aus dem Weichseldelta stammt, als Umgangssprache.

## Bevölkerungszahl
Die Zahl der in Nord- und Südamerika lebenden Altkolonier wird heute auf etwa 40. bis 45.000 getaufte Erwachsene geschätzt, was einer Gesamtbevölkerung von etwa 100.000 entspricht. Der Großteil von ihnen ist beruflich in der Landwirtschaft eingebunden. Die Bevölkerung der Altkolonier wächst schnell dank hoher Geburtenraten und einem hohen Prozentsatz von Jugendlichen, die in die Gemeinden ihrer Eltern eintreten. Dabei verdoppelt sich die Bevölkerung je nach Gruppe in etwa 15 bis 25 Jahren, wobei die traditionalistischsten Gruppen am schnellsten wachsen.
Andere mennonitische Gruppierungen hingegen schrumpfen – teilweise dramatisch –, weil ihre Kinderzahl gering ist und der Erfolg bei der Weitergabe des eigenen Glaubens an die eigenen Kinder fehlt. So sank die Mitgliederzahl der früher größten mennonitischen Denomination, der "Mennonite Church" USA von 133.000, kurz vor dem Zusammenschluss der Kirche aus zwei anderen mennonitischen Kirchenbünden im Jahre 1998 auf 120.381 im Jahre 2001. 2013 waren es noch 97.737 Mitglieder und 2016 nur noch 78.892. Ähnliche, nicht ganz so dramatische Schrumpfungsprozesse lassen sich bei den einheimischen Mennoniten in Deutschland, der Schweiz und den Niederlanden beobachten.

## Charakteristika
Während sich ein Teil der Altkolonier im Verlauf des 20. Jahrhunderts an die nordamerikanische Mehrheitsgesellschaft assimiliert hat und die eigene Sprache durch die englische ersetzt hat, verblieb ein anderer Teil stark traditionalistisch geprägt. Trotz größerer Unterschiede in Hinblick auf Lebenswandel und Religiosität eint viele Altkolonier bis heute ein stark an der Tradition orientiertes Verständnis des eigenen Glaubens sowie ein stark von Traditionen geprägter Lebenswandel, was zu einem kulturellen Graben zwischen traditionellen Altkoloniern und modernen Mennoniten geführt hat.

### Gottesdienst
Der Gottesdienst ist sehr schlicht und dauert zwei bis drei Stunden. Die Predigt wird auf Hochdeutsch gehalten und kann bis zu einer Stunde andauern. Zum Teil werden auch ältere Predigten vorgelesen. Meist sitzen Männer und Frauen getrennt voneinander. Der musikalische Teil des Gottesdienstes besteht aus einstimmigem Gemeindegesang. Eine Begleitung des Gottesdienstes mit Musikinstrumenten, mehrstimmigen Gesang oder Chöre gibt es dabei nicht. Bei Predigt, Taufe und Abendmahl treten die Ältesten in vielen Gemeinden mit hohen, schwarzen Schaftstiefeln (nach Epheser 6,15) auf. Die Gemeindezucht wird streng gehandhabt. Verfehlungen können (nach Matthäus 18) zu einem Bann und somit praktisch zu einem Ausschluss aus der Gemeinde führen. Dies beinhaltet in der Regel auch einen Abbruch gesellschaftlicher und wirtschaftlicher Beziehungen. Traditionalistische Gemeinden der Altkolonier sind auch keinem übergemeindlichen Verband und keinen gemeinsamen Konferenzen angeschlossen, sondern autonom. Sie betreiben keine Mission oder Diakonie (abgesehen von Nachbarschaftshilfe) und nehmen auch nicht an der Zusammenarbeit in internationalen mennonitischen Organisationen wie der Mennonitischen Weltkonferenz oder der Hilfsorganisation MCC teil.

### Taufe
Die Taufe findet meist im Alter zwischen 18 und 20 Jahren statt. Der Taufe geht ein Katechismusunterricht voran, auf Basis eines im Jahre 1783 in Elbing verfassten Katechismus, der immer wieder neu aufgelegt worden ist. Die Taufen selbst finden zu Pfingsten statt. Oftmals geht der Taufe noch die Heirat voran.

### Schulwesen
Das Schulwesen in den Siedlungen der traditionalistischen Altkolonier ist in der Regel auf acht Jahre Grundschule beschränkt, wobei Lesen, Schreiben und Rechnen im Mittelpunkt stehen. Die Lehrkräfte selbst verfügen über keine professionelle Ausbildung. Für die Jungen bestehen teilweise nur sieben, für die Mädchen nur sechs Jahre Schulpflicht, dies ist jedoch je nach Gemeindegruppe unterschiedlich.

### Jugendliche
Eine Jugendarbeit, wie sie von übrigen Mennoniten betrieben wird, also mit Musik, Sport und Ähnlichem, wird nicht geboten. Trotz der Abgelegenheit der Altkoloniersiedlungen kommt es unter Jugendlichen – normalerweise vor der Taufe – zu Drogen- und Alkoholmissbrauch. Hilfsorganisationen wie das MCC versuchen durch Interventionen in solchen Situationen Einfluss auf die Altkolonier zu gewinnen, was aber meist abgelehnt wird, obwohl einige Aspekte dieser Hilfsarbeit geschätzt und angenommen werden.